# شارلوت تیسون
شارلوت تیسون (انگلیسی: Charlotte Tison؛ زادهٔ ۲۱ آوریل ۱۹۹۸) بازیکن فوتبال اهل بلژیک است.
او همچنین در تیم‌های ملی فوتبال زنان بلژیک بازی کرده‌است.